# Alitagtag, Batangas
Alitagtag là |đô thị]] cấp năm ở tỉnh Batangas, Philippines.

## Barangays
Alitagtag, về mặt hành chính, được chia thành 19 khu phố (barangay).
| - Balagbag - Concepcion - Concordia - Dalipit Đ - Dalipit West - Dominador Đ - Dominador West - Munlawin Sur - Munlawin Norte - Muzon Primero | - Muzon Segundo - Pinagkurusan - Ping-As - Poblacion Đ - Poblacion West - San Jose - Santa Cruz - Tadlac - San Juan |